# Janis Carter
Janis Carter (* 10. Oktober 1913 in Cleveland, Ohio als Janis Elinore Dremann; † 30. Juli 1994 in Durham, North Carolina) war eine US-amerikanische Bühnen- und Filmschauspielerin der 1940er und 1950er Jahre.

## Leben und Karriere

### Frühe Jahre
Janis Carter wurde 1913 als Janis Elinore Dremann in Ohio geboren. Als sie ihre berufliche Laufbahn begann, änderte sie ihren Nachnamen in Carter, den Mädchennamen ihrer Großmutter, da die Menschen Schwierigkeiten hatten, Dremann auszusprechen und zu buchstabieren.
Nach ersten Unterrichtsstunden am Piano wechselte Carter im Alter von acht Jahren zum Gesang. Ihr Grund- und Sekundarschulausbildung erhielt sie von Schulen in East Cleveland, Ohio. Danach besuchte Carter die Western Reserve University und schloss ihr Studium mit den beiden Abschlüssen „Bachelor of Arts“ und „Bachelor of Music“. Im College nahm sie auch bei Theateraufführungen teil.

### Karriere
Nachdem sie das Mather College in Cleveland, Ohio besucht hatte, ging sie nach New York, ⁣⁣um eine Karriere an der Oper zu beginnen. Während dieses Ziel erfolglos blieb, begann sie in den 1930er-Jahren am Broadway als Schauspielerin und Musicalsängerin aufzutreten. Zu ihren Broadway-Auftritten gehören Produktionen wie Virginia (1937), Du Barry Was a Lady (1939) und Panama Hattie (1940). Nebenbei arbeitete sie auch als Model. Während ihrer Arbeit am Broadway wurde sie von dem Hollywood-Produzenten Darryl F. Zanuck entdeckt, dessen Angebot für einen Filmvertrag bei 20th Century Fox Carter annahm.
Nach ihrem Umzug nach Hollywood, trat sie ab 1941 in über 30 Filmen für 20th Century-Fox, MGM, Columbia und RKO auf. Eine Gesangsrolle hatte die blonde, große Schauspielerin nur in ihrem ersten Film Cadet Girl. Im Verlaufe der 1940er-Jahre spielte sie in einigen Filmen weibliche Hauptrollen, in anderen Filmen musste sie sich im Rollenfach der Liebesrivalin oder besten Freundin der Hauptdarstellerin mit der zweiten Reihe begnügen. 1946 war sie neben William Gargan in Night Editor, 1947 mit Glenn Ford in Abgekartetes Spiel und 1951 in an der Seite von John Wayne in Stählerne Schwingen zu sehen. Ihre Darstellung der hartgesottenen Femme fatale im Film noir Abgekartetes Spiel gilt dabei als ein Highlight ihrer Karriere.
Nachdem Carter Los Angeles verlassen und im Jahr 1952 ihren letzten Film gedreht hatte, kehrte sie nach New York zurück und fand Arbeit beim Fernsehen in Komödien und Dramen sowie als Moderatorin der Quizshow Feather Your Nest an der Seite von Bud Collyer.

### Persönliches Leben und Tod
Carter hatte 1942 den Musiker und Komponisten Carl Prager geheiratet, ließ sich jedoch neun Jahre später von ihm scheiden. Im Dezember 1956 ging sie mit Julius Stulman, einem reichen New Yorker Holz- und Schifffahrtsmagnaten, den Bund fürs Leben ein. Nach der Hochzeit zog sie sich aus dem Showgeschäft zurück. Das Paar blieb bis 1994 zusammen, bis Carter im Alter von 80 Jahren in Durham, North Carolina an den Folgen eines Herzinfarktes starb.

## Filmografie

### Filme
- 1941: Cadet Girl
- 1942: Secret Agent of Japan
- 1942: Who Is Hope Schuyler?
- 1942: I Married an Angel
- 1942: Just Off Broadway
- 1942: Girl Trouble
- 1942: Thunder Birds
- 1942: That Other Woman
- 1943: Lady of Burlesque
- 1943: Swing Out the Blues
- 1944: The Ghost That Walks Alone
- 1944: The Girl in the Case
- 1944: Das Zeichen des Whistler (The Mark of the Whistler)
- 1944: One Mysterious Night
- 1944: The Missing Juror
- 1944: Modell wider Willen (Together Again)
- 1945: Die Macht des Whistler (The Power of the Whistler)
- 1945: 1001 Nacht (A Thousand and One Nights)
- 1946: Mein Herz gehört dem Rebellen (The Fighting Guardsman)
- 1946: One Way to Love
- 1946: The Notorious Lone Wolf
- 1946: Night Editor
- 1947: Abgekartetes Spiel (Framed)
- 1948: I Love Trouble
- 1949: Leicht französisch (Slightly French)
- 1949: Ihre wunderbare Lüge (Her Wonderful Lie)
- 1949: Miss Grant Takes Richmond
- 1949: The Woman on Pier 13 (Alternativtitel I Married a Communist)
- 1949: Zwei Männer und drei Babies (And Baby Makes Three)
- 1950: Die Männerfeindin (A Woman of Distinction)
- 1951: Unsichtbare Gegner (Santa Fe)
- 1951: My Forbidden Past
- 1951: Stählerne Schwingen (Flying Leathernecks)
- 1952: An der Spitze der Apachen (The Half-Breed)

### Fernsehen
- 1950: Starlight Theatre (Fernsehserie, 1 Folge)
- 1950: Lights Out (Fernsehserie, 1 Folge)
- 1953: Willys Theatre Presenting Ben Hecht’s Tales of the City (Fernsehserie, 1 Folge)
- 1953: Suspense (Fernsehserie, 1 Folge)
- 1954: Second Face (Fernsehfilm)
- 1954: The Sergeant and the Spy (Fernsehfilm)
- 1954: Center Stage (Fernsehserie, 1 Folge)
- 1954: Panama Hattie (Fernsehfilm)
- 1955: The Elgin Hour (Fernsehserie, 1 Folge)